# أسبروبيرغوس
أسبروبيرغوس: (باليونانية:Ασπρόπυργος)، (بالإنجليزية: Aspropyrgos)، مدينة يونانية ومركز لبلدية تقع في جنوب وسط البلاد وهي تقع ضمن مقاطعة آتيكا الغربية التي تتبع إدارياً لإقليم آتيكا الإداري.

## الموقع والسكان
تقع المدينة على ارتفاع (36) م عن مستوى سطح البحر وذلك في منتصف السهل الثرياسي إذ تبعد مسافة 2 كيلومتر عن ساحل الخليج الساروني، ومسافة 5 كيلومتر عن إلفسينا عاصمة آتيكا الغربية، ومسافة 18 كيلومتر عن أثينا عاصمة البلاد.
ترتبط مع أثينا عبر الطريق السريع E-94.
يبلغ عدد سكان المدينة والبلدية معاً حوالي (28) ألف نسمة وبالتالي تكون أكبر مدينة في المقاطعة.

## التسمية والتاريخ
يعني اسم المدينة باللغة اليونانية البرج الأبيض وذلك من (Aspros=Ασπρος) وتعني (أبيض) وَ (pyrgos=πυργος) وتعني (برج).
كانت منطقة السهل الثرياسي والتي تقوم في منتصفها المدينة هي منطقة مسكونة في الفترة الكلاسيكية، وبحسب الرحالة باوسانياس كانت هناك بلدات ثريا (Thria)، كوبوكيذون (Kopokidon)، هيبوتوماذون (Ippotomadon)، وَ ريتون (Reiton) ضمن هذا السهل. لم يتبق الكثير من أثر هذه البلدات القديمة.
أما المدينة الحالية فقد ظهرت في منتصف القرن التاسع عشر عندما بدأت أثينا بالازدهار، وبدأت بعض العائلات بالسكن في أسبروبيرغوس، حيث كانت تعتمد على إنتاج الخضروات الحليب الذي يسوق في أثينا غير البعيدة عنها.
ازداد عدد سكان البلدة بعد تهجير يونانيي آسيا الصغرى عام 1922، ولكن الزيادة الكبيرة حدثت في عقد الستينيات من القرن العشرين عندما تحولت المدينة خلال هذا العقد إلى مدينة صناعية، عبر بناء العديد من الصناعات الخفيفة والثقيلة فيها.

## متفرقات
- يعتمد اقتصاد المدينة الحالي على الصناعة وخاصةً صناعة تكرير النفط إذ يوجد فيها أكبر مصفاة في اليونان لها القدرة على تكرير (135) ألف برميل يومياً.
- تعاني المدينة من مشكلة التلوث بسبب وجود صناعة تكرير النفط ضمنها.
- يحدث فيها سنوياً في شهر كانون الأول/ديسمبر مهرجان يدعى مهرجان ثرياسيا (Thriasia).
- أهم نادي رياضي في المدينة هو إينوسيس أسبروبيرغوس

## أعلام
- أناستاسيوس كارامانوس

## وصلات خارجية
- موقع المدينة الرسمي